# Encyclopedia Dramatica
Encyclopædia Dramatica (také Encyclopedia Dramatica, zkráceně ED) je satirický internetový wiki projekt, který byl založen v roce 2004 Sherrod DeGrippo, také známou jako "Girlvinyl", po osobních problémech se správci anglické Wikipedie. Snaží se informovat o "internetovém dramatu" a internetových memech obscénním, politicky nekorektním, provokativním, neuctivým stylem.
Články na ED ve vulgárně satirickém a parodickém stylu mimo jiné kritizují Wikipedii, Conservapedii, Necyklopedii, YouTube, politiku, Myspace, stejně jako mluví o kultuře kolem imageboardů a komediálních stránkách, jako je například 4chan, SomethingAwful či YTMND. ED je často sama o sobě obviňována z vandalismu (v roce 2006 se na ní objevila získaná data z několika falešných inzerátů) a kritizována pro používání nevhodných fotografií mimo jiné i tzv. "shocking images". Známý je též spor tvůrců Encyclopædia Dramatica a některých tvůrců anglické Wikipedie.

## Ocenění
Dne 16. prosince 2008 Encyclopædia Dramatica získala ocenění 'People's Choice Winners', v kategorii pro oblíbené wiki stránky na 2. výročním sjezdu Mashable Open Web Awards.

## Přesměrování naOh Internet
14. dubna 2011 došlo k přesměrování na nový web ohinternet.com, který povoluje jen neškodný obsah (žádný rasismus ani cokoli, co by nebylo politicky korektní a košer). To se pochopitelně nelíbilo čtenářům a přispěvatelům Encyclopedia Dramatica, kteří okamžitě začali bombardovat facebookovou stránku webu nenávistnými komentáři.
DeGrippo zrušila ED, protože byla zklamána jejím vývojem, a odmítla zveřejnit zdrojová data. Nepočítala ale s tím, že fanoušky ED bude zanedlouho vytvořeno více mirrorů, mj. z dat uložených v cache vyhledávače Google. Projekt Oh Internet byl mezitím komerčně a co do počtu návštěvníků neúspěšný, protože byl víceméně kopií větších a známějších stránek Know Your Meme. Oh Internet zanikl v říjnu 2013.
Mezi roky 2014 - 2024 bylo vytvořeno mnoho mirrorů, na mnoha webových adresách. K srpnu 2024, je však stále funkční jenom jeden edramatica.com